# 古田織部美術館
古田織部美術館（ふるたおりべびじゅつかん）は、京都市北区にある古田織部（重然）ゆかりの茶道具、古美術、歴史資料等を展示する美術館。

## 概要
茶道具みやしたなどを経営する古美術商兼古田織部研究家・宮下玄覇の収集品を展示するため、古田織部四百年遠忌にあたる2014年（平成26年）4月に、京都鷹峯太閤山荘の敷地内に開館。2016年（平成28年）2月に、同じ北区の北山通沿いのビルの地下1階に移転した。隣には表千家北山会館がある。
古田織部の史料や織部好みの桃山陶器類、織部形の茶道具を所蔵する。ほかに本阿弥光悦や伊達政宗などの織部流の茶人、かぶき者・織田道八（頼長）や猪熊事件関係のもの、豊臣秀吉・秀頼、キリシタン遺物、膨大な茶書なども収蔵する。
常時4、50点を展示し、年2、3回、企画展が行われる。坪庭には織部好みの織部灯籠が据えられ、織部好み団子つくばいが古文書より復元されている。
展覧会にあわせて定期的にブックレットを発行している。
2016年（平成28年）11月より織部賞（隔年）が開始された。
宮下館長主宰で古田織部流茶道教室（温知会）が近郊の鷹峯太閤山荘において開催されている。
2021年（令和3年）に姉妹館として樂焼玉水美術館が誕生した。

## 展示された収蔵品
- 古田宗屋（織部）・（大徳寺）春屋宗園両筆　勘返状
- 古田織部作　竹尺八花入　銘「韮山」
- 黒織部六波文茶碗
- 織部好芽張柳蒔絵黒大棗
- 辻与次郎作　織部好鋸歯文矢筈口大筒釜
- 高麗銀箔押乾漆虎枕　豊臣秀吉所持　方広寺伝来
- 唐獅子頭　富田一白 豊臣秀吉より拝領
- 金銅菊透釣灯籠　豊臣秀吉寄進　在銘
- 辻与次郎作　秀吉好鉄釣灯籠　在銘
- 山上宗二作　竹茶杓　銘「洗耳」　共筒
- 佐久間信栄（不干斎）作　竹茶杓　共筒
- 下間頼照所用 鉄桶側胴残欠風炉　西本願寺坊官 下間少進家伝来
- 茶人・針屋宗実（1562～1635）像
- 駿河焼織部肩衝茶入　銘「円扇」　島津家伝来　底に「十蔵」（有来新兵衛）彫
- 織田信長茶会記（津田宗及筆、天正2年5月2日）
- 伊達政宗筆　古田織部宛書状
- 野々村仁清作　色絵蓬菖蒲文茶碗
- 本阿弥光悦作　赤筒茶碗　銘「有明」　平瀬家伝来　「光悦七種」の内

## 利用案内
- 入館時間は9時30分から17時（入館は16時40分まで）。月曜休館。展示替え期間（5日間ほど）休館。入館料は大人500円、大学生・高校生400円、中学生以下300円、団体（15人以上）100円引。

## 所在地
- 京都市北区上賀茂桜井町107-2 B1

## 交通アクセス
- 地下鉄烏丸線北山駅4番出口より徒歩3分
- 京阪出町柳駅よりタクシー8分

## 関連文献
- 『古田織部四百年忌図録』（実行委員会編、宮帯出版社、2014年）
- 『没後四百年 古田織部展(補訂版)』（宮下玄覇監修、宮帯出版社、2015年）